# SYM Motors
Sanyang Motor Co., Ltd. — компанія, яка спеціалізується на виробництві мототехніки і автомобілів. Була заснована в Тайпеї в 1954 Хуан Чи-Чуном і Чан Гоанем. Штаб-квартира компанії була заснована в Синьчжу, Тайвань і реалізує двоколісний транспорт під торговою маркою SYM. Три основні виробничі бази Sanyang знаходяться на Тайвані, в Китаї і В'єтнамі. Компанія займається виготовленням і реалізацією скутерів, мотоциклів і всюдиходів під торговою маркою SYM, а також виробляє автомобілі і міні-вантажівки під маркою Hyundai.
З моменту заснування компанія випустила понад 800 тисяч автомобілів і 16 мільйонів моторолерів і мотоциклів. Річний дохід від продажів компанії перевищує 1 мільярд доларів США, компанія виробляє близько 600 000 одиниць мотоциклів і 20 000 автомобілів на рік. На Тайваньському заводі-виробнику SYM в даний час працює близько 2300 осіб.